# Am I Wrong
Am I Wrong è un singolo del duo norvegese Nico & Vinz, pubblicato il 12 aprile 2013 come primo estratto dal secondo album in studio Black Star Elephant quando il gruppo aveva il nome di Envy. È stato ripubblicato il 21 gennaio 2014 quando il gruppo ha cambiato il nome in Nico & Vinz.
Il singolo è stato scritto e prodotto da William Wiik Larsen e dagli stessi interpreti.

## Video musicale
Il video musicale, pubblicato il 20 giugno 2013, è stato girato in Africa tra Maun, in Botswana e tra le Cascate Vittoria, situate tra Zambia e Zimbabwe.

## Successo commerciale
Il brano ha ricevuto risultati molto buoni nelle vendite, diventando una enorme hit nei paesi scandinavi e ottenendo buoni risultati anche nel resto dell'Europa, raggiungendo la prima posizione nel Regno Unito e nei Paesi Bassi, e classificandosi nella top 10 in paesi come l'Italia e la Francia. Nel resto del mondo i risultati sono ugualmente buoni, infatti il brano raggiunse la vetta in Nuova Zelanda e in Canada, mentre negli Stati Uniti si è fermato alla quarta posizione.

## Classifiche
| Classifica (2014) | Posizione massima |
| ----------------- | ----------------- |
| Australia         | 2                 |
| Austria           | 4                 |
| Belgio (Fiandre)  | 9                 |
| Belgio (Vallonia) | 13                |
| Francia           | 6                 |
| Germania          | 3                 |
| Irlanda           | 3                 |
| Italia            | 10                |
| Polonia           | 1                 |
| Nuova Zelanda     | 1                 |
| Paesi Bassi       | 5                 |
| Regno Unito       | 1                 |
| Russia            | 1                 |
| Spagna            | 13                |
| Stati Uniti       | 4                 |
| Svezia            | 2                 |
| Svizzera          | 7                 |
| Ucraina           | 5                 |
| Ungheria          | 18                |